# Grabhügelgruppe Hilgenbargen

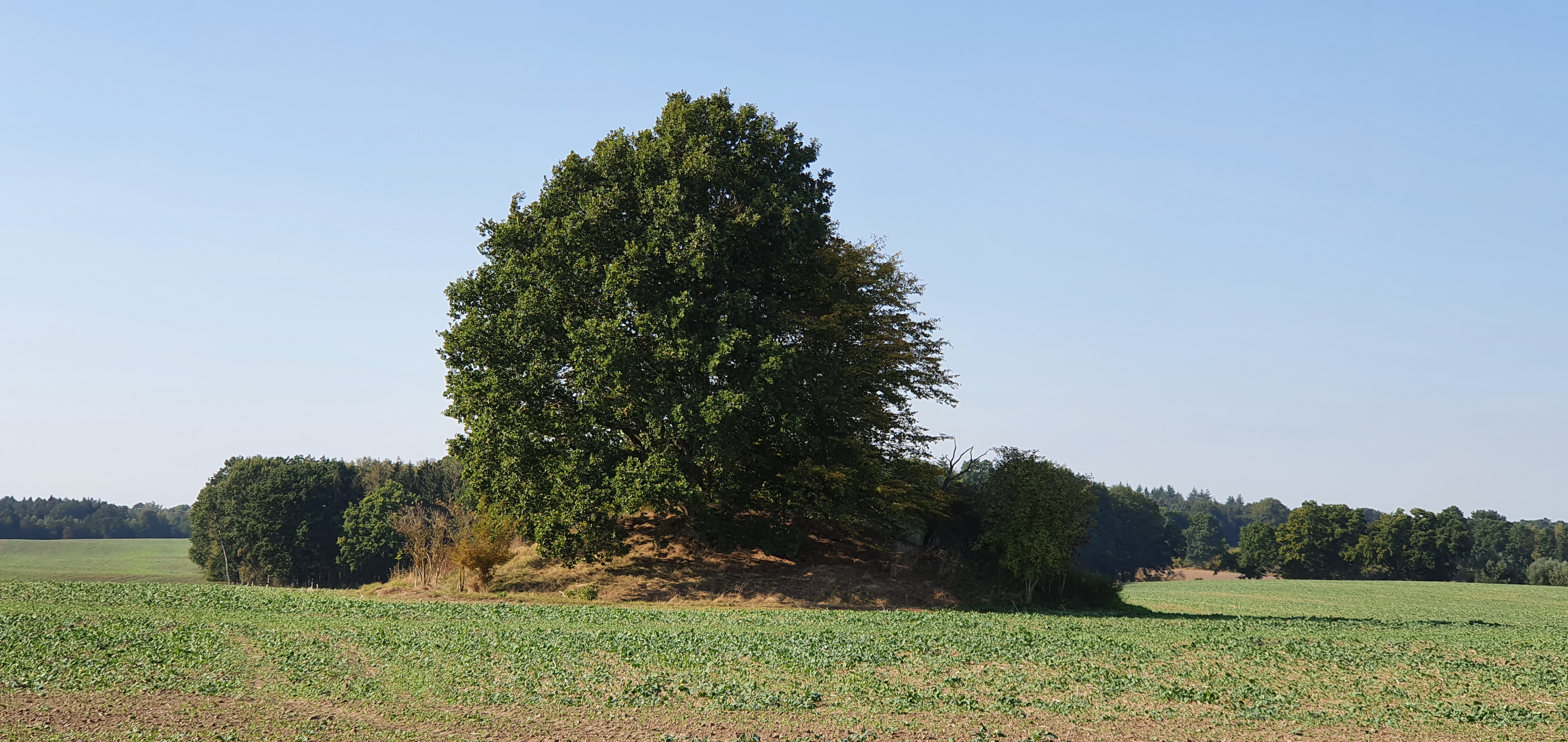
Einer der ehemals elf Grabhügel bei Seedorf

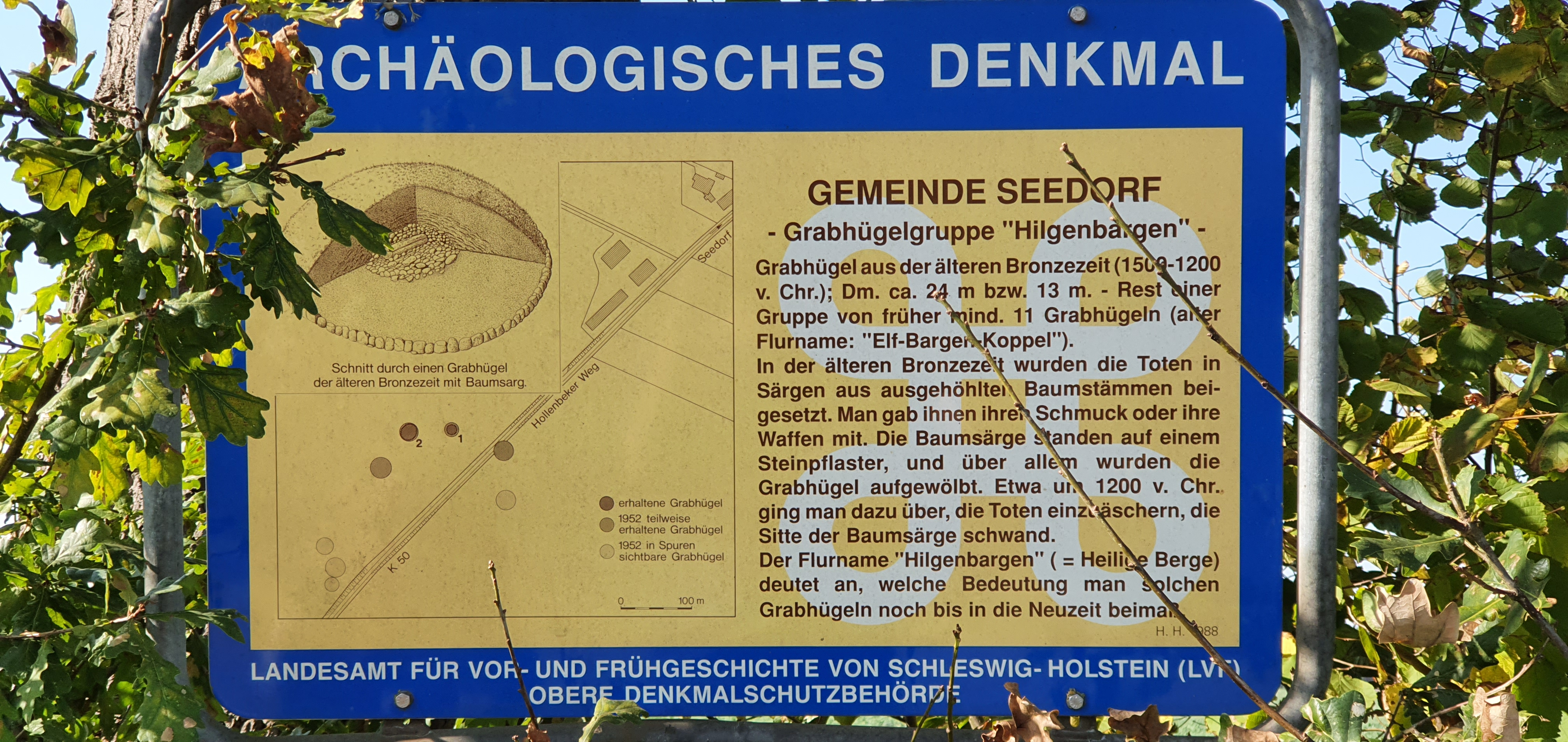
Informationstafel des Landesamtes für Vor- und Frühgeschichte von Schleswig-Holstein (LVF) an der Grabhügelgruppe

Die Grabhügelgruppe Hilgenbargen ist eine Ansammlung von Grabhügeln in der Gemeinde Seedorf im Kreis Herzogtum Lauenburg in Schleswig-Holstein.
Die Gräber stammen aus der älteren Bronzezeit, also ca. von 1500 bis 1200 v. Chr. Da der alte Flurname Elf-Bargen-Koppel ist, geht man davon aus, dass es einmal elf Grabhügel waren. Heute sind noch zwei Grabhügel sehr gut erkennbar, einige in Spuren sichtbar. Der größte Hügel hat einen Durchmesser von 24 m, der kleinere 13 m.
Die Toten wurden in Särgen aus ausgehöhlten Baumstämmen, die auf Steinen lagen und von Steinen bedeckt wurden, beigesetzt und es wurden ihnen Schmuck oder ihre Waffen mit ins Grab gegeben. Darüber wurden die Hügel aus Erde aufgewölbt.
Heute ist der Flurname Hilgenbargen, was so viel wie Heilige Berge bedeutet. Hier erkennt man, welche Bedeutung man solchen Grabhügeln noch bis in die Neuzeit beimisst.